# Lalla Takarkoust
Lalla Takarkoust  (in arabo للا تكركوست‎?) è un centro abitato e comune rurale del Marocco situato nella provincia di Al Haouz, regione di Marrakech-Safi. Conta una popolazione di 7 311 abitanti (censimento 2014).